# Johann Eleazar Schenau
Pour les articles homonymes, voir Zeizig.
Johann Eleazar Zeissig dit Scheneau ou Schönau, est un peintre allemand né à Gross Schonau (près de Dresde) vers 1737, mort à Dresde en 1806. Il fut l'un des fondateurs de l'École allemande de peinture.

## Biographie
Grâce au peintre français Louis de Silvestre, directeur de l'Académie de Dresde où Schenau fut élève, le jeune Johann put aller à Paris, où il fut accueilli et formé par son compatriote le graveur Johann Georg Wille (1715-1808). En 1770, Schenau fut appelé par l'électeur de Saxe pour diriger l'Académie de Dresde.
Il fut, entre autres, interprété par les graveurs Louis Michel Halbou et Heinrich Guttenberg, ses contemporains.

## Œuvres

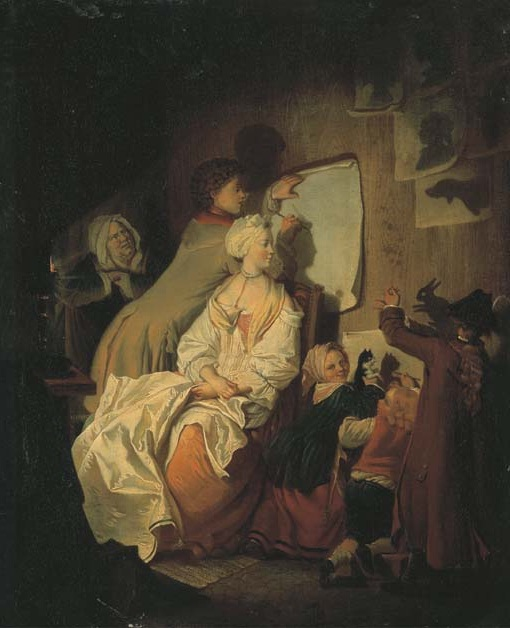
Une famille dessinant des ombres chinoises.

- Clermont-Ferrand, musée d'art Roger-Quilliot : La petite écolière (1770).
- Paris, musée du Louvre, département des Arts graphiques : concert familial.
- Antiochus et Stratonice (1805), 150 × 205 cm, Kunsthandel, Munich.